# Badminton-Jugendeuropameisterschaft 2019
Die Badminton-Jugendeuropameisterschaft 2019 für Sportler der Altersklasse U17 fand vom 15. bis zum 23. September 2019 in Gniezno statt.

## Sieger und Platzierte
| Disziplin    | Gold | Silber | Bronze |
| ------------ | --- | --- | --- |
| Herreneinzel | Mads Møller | Sacha Lévêque | Alex Lanier |
| Herreneinzel | Mads Møller | Sacha Lévêque | Ethan Rose |
| Dameneinzel  | Mariia Golubeva | Aleksandra Chushkina | Simona Pilgaard |
| Dameneinzel  | Mariia Golubeva | Aleksandra Chushkina | Joanna Podedworny |
| Herrendoppel | Christian Faust Kjær Mads Møller | Lev Barinov Egor Borisov | Daniil Dubovenko Maksim Ogloblin |
| Herrendoppel | Christian Faust Kjær Mads Møller | Lev Barinov Egor Borisov | Hasan Günbaz Nurullah Saraç |
| Damendoppel  | Anastasiia Boiarun Alena Iakovleva | Estelle van Leeuwen Holly Williams                                                                                                   | Yasemen Bektaş Cansu Erçetin |
| Damendoppel  | Anastasiia Boiarun Alena Iakovleva | Estelle van Leeuwen Holly Williams                                                                                                   | Simona Pilgaard Anna Siess Ryberg |
| Mixed        | Christopher Vittoriani Mette Werge | Lev Barinov Anastasiia Boiarun | William Kryger Boe Emilia Nesic |
| Mixed        | Christopher Vittoriani Mette Werge | Lev Barinov Anastasiia Boiarun | Cholan Kayan Holly Williams |
| Teams        | Dänemark (William Kryger Boe, Victor Ørding Kauffmann, Christian Faust Kjær, Mads Juel Møller, Christopher Vittoriani, Clara Løber, Emilia Nesic, Simona Pilgaard, Anna Siess Ryberg, Benedicte Sillassen, Mette Werge) | Serbien (Aleksandar Jovičić, Sergej Lukić, Viktor Petrović, Mihajlo Tomić, Nina Bogdanovic, Sara Loncar, Sanja Perić, Anđela Vitman) | Russland (Lev Barinov, Egor Borisov, Vladislav Dobychkin, Daniil Dubovenko, Ilya Kim, Maksim Ogloblin, Igor Pushkarev, Anastasiia Boiarun, Aleksandra Chushkina, Sofiia Doroshenko, Mariia Golubeva, Alena Iakovleva, Vasilisa Kuznetcova, Alisa Shvetsova) |
| Teams        | Dänemark (William Kryger Boe, Victor Ørding Kauffmann, Christian Faust Kjær, Mads Juel Møller, Christopher Vittoriani, Clara Løber, Emilia Nesic, Simona Pilgaard, Anna Siess Ryberg, Benedicte Sillassen, Mette Werge) | Serbien (Aleksandar Jovičić, Sergej Lukić, Viktor Petrović, Mihajlo Tomić, Nina Bogdanovic, Sara Loncar, Sanja Perić, Anđela Vitman) | Ukraine (Volodymyr Koluzaiev, Mykola Kozubenko, Artem Nosov, Vitaliy Reva, Yevhenii Stolovoi, Viacheslav Yakovlev, Polina Buhrova, Varvara Frolova, Yana Sobko, Maryja Stoljarenko, Polina Tkach, Olga Tykhorskaya)                                         |